# 遊☆戯☆王デュエルモンスターズ7 決闘都市伝説
『遊☆戯☆王デュエルモンスターズ7 決闘都市伝説』（ゆうぎおうデュエルモンスターズセブン ザ デュエルシティ レジェンド）は、2002年7月4日にコナミから発売されたゲームボーイアドバンス専用の遊☆戯☆王オフィシャルカードゲーム デュエルモンスターズを題材としたゲームソフトである。

## 概要
遊☆戯☆王デュエルモンスターズシリーズ第7作目。「カードゲームとRPGの融合」と銘打たれている。原作のバトルシティ編をほぼそのまま追っており、原作のエピソードもいくつか再現されている。ただし、当時はまだバトルシティ編が完結していなかったため、後半はオリジナル展開となっている。「遊☆戯☆王デュエルモンスターズ8 破滅の大邪神」はこの作品の続編に当たる。
カードゲームのルールが、『遊☆戯☆王デュエルモンスターズ4 最強決闘者戦記』までのルールに戻った。原作、アニメに登場したキャラクターを含め、100人以上のデュエリストが登場している。遊☆戯☆王シリーズのゲームで初めて声が付いた。ただし、「俺のターン」や切り札を出す時の台詞の他は、タイトルコールとイベント中のボイスが2つあるのみ。『4』以来となる神のカードが登場している。
通信ケーブルを用いた対戦、カード交換が廃止されている。『遊☆戯☆王』原作の携帯ゲーム機で他のプレイヤーと対戦出来ないのは本作だけである。カードの総数は900枚。

## 主な変更点
『6』とは大きく異なるため、『4』からの変更点を記載する。
- カードを重ねて行う融合召喚のシステムが廃止された。
- デュエルで勝利するごとに、デッキキャパシティの他にゲーム内通貨（ドミノ）が貰えるようになった。そのドミノを使用してカードの売買が可能になっている。
- 同じパスワードを何度でも入力できるようになっている。ただし、入力しても店に並ぶだけなので、ドミノを支払って買う必要がある。
- アンティルールが追加され、デュエルに負けると賭けたカードを失うようになった。

## ストーリー
バトルシティ決勝で会おうと約束し、主人公と武藤遊戯、城之内克也の3人は童実野町に散って行く。主人公は決勝進出に必要な6枚のパズルカードを求めて、バトルシティに繰り出す。

## 登場人物

### デュエリスト
- 武藤遊戯（むとう ゆうぎ） - 声：風間俊介　-　原作の主人公。洗脳された城之内とのデュエルでは情けを掛けて敗北した。バトルシップ予選第1回戦では原作同様バクラとデュエルし、勝利した、準決勝戦では主人公とデュエルするが敗北し、オシリスの天空竜を主人公に渡した。
- 城之内克也（じょうのうち かつや） - 声：高橋広樹　-　本作ではレッドアイズをグールズに奪われていないが、原作同様に洗脳されてしまう。遊戯に勝利したが、彼を救った主人公に敗北し、遊戯の説得により正気に戻る。バトルシップ予選第3回戦ではマリクとデュエルする(原作では準決勝戦)が敗北し、意識を失われた。
- ゴースト骨塚（ゴーストこつづか） - パズルカードを持っている。ゾンビは何度でも蘇るのさと主人公に対抗意識を燃やしており、作中で唯一再戦可能なデュエリストである。
- エスパー絽場（エスパーろば） - パズルカードを持っている。
- ダイナソー竜崎（ダイナソーりゅうざき） - パズルカードを持っている。
- インセクター羽蛾（インセクターはが） - パズルカードを持っている。
- イシズ・イシュタール - 声：島本須美 - 「オベリスクの巨神兵」を出してくる。本作ではバトルシティには不参加。
- 海馬瀬人（かいば せと） - 声：津田健次郎　-　「オベリスクの巨神兵」を賭けて主人公にデュエルを挑む。バトルシップ予選第4回戦で舞とデュエルし、勝利した。準決勝戦でマリクとデュエルするが敗北し、城之内同様に意識を失われた。
- 海馬モクバ（かいば モクバ）
- 孔雀舞（くじゃく まい）　-　マリクによって意識を失った城之内を救おうとするが、バトルシップ予選第4回戦で海馬に敗れ、準決勝への切符を逃した。
- 梶木漁太（かじき りょうた）
- キース・ハワード　-　本作ではグールズとして登場し、羽蛾とデュエルした。主人公とのデュエルで敗れたが、洗脳は解かれなかった。
- ジョン・クロード・マグナム - アニメオリジナルのキャラクター。水族館でデュエルすることができる。

### グールズ
- マリク・イシュタール - 声：岩永哲哉
- リシド
- レアハンター
- パンドラ - パズルカードを持っている。
- 光の仮面 - アンティルールで「仮面魔獣デス・ガーディウス」を入手できる。
- 闇の仮面 - アンティルールで「仮面魔獣マスクド・ヘルレイザー」を入手できる。
- 人形 - 「オシリスの天空竜」を出してくる。

### その他の登場人物
- 真崎杏子（まざき あんず）
- 武藤双六（むとう すごろく）

## 同梱カード
3枚の同梱カードは、初回版がシークレットレア、通常版がウルトラレアとなっている。
- F・G・D（ファイブ・ゴッド・ドラゴン） - 予約限定特典
- 万力魔神バイサー・デス - イラスト違い
- 究極竜騎士
- 魔法効果の矢

### 攻略本同梱カード
- 痛魂の呪術 - 上巻同梱カード
- 死霊操りしパペットマスター - 下巻同梱カード

## 関連書籍
- 遊☆戯☆王デュエルモンスターズ7 決闘都市伝説（ザ デュエルシティ レジェンド）―ゲームボーイアドバンス版（上巻）（Vジャンプブックス-ゲームシリーズ）（2002年7月4日発行、ISBN 978-4-08-779179-2）
- 遊☆戯☆王デュエルモンスターズ7 決闘都市伝説（ザ デュエルシティ レジェンド）―ゲームボーイアドバンス版（下巻）（Vジャンプブックス-ゲームシリーズ）（2002年8月4日発行、ISBN 978-4-08-779189-1）